# Baby Sweet Sunshine
「Baby Sweet Sunshine」（ベイビー・スイート・サンシャイン）は、Soul Crusadersの3枚目のシングル。

## 概要
ラストシングルで、アルバム『Flavor Of Life』先行シングル。
表題曲では唯一、作詞に携わった曲である。

## 収録曲
1. Baby Sweet Sunshine
  - 作詞：森下知美・King Opal　作曲：大野愛果　編曲：Soul Crusaders
2. Feel my heart
  - 作詞：森下知美・King Opal　作曲・編曲：寺尾広
3. Baby Sweet Sunshine -LIGHTIN' GROOVES Lightning Strike Mix-
4. Baby Sweet Sunshine -Instrumental-